# Allostrophus cretaceus
Allostrophus cretaceus (лат.) — вид вымерших жесткокрылых из семейства тетратомид, единственный в роде Allostrophus. Жили на территории современной Мьянмы во времена позднемеловой эпохи (99,6—93,5 млн лет назад).

## Этимология
Родовое название Allostrophus образовано от др.-греч. αλλος, что означает «иной», «странный». Видовое название переводится как «меловой».

## История изучения
Голотип CNU-COL-MA20160201 был обнаружен в бирманском янтаре, датированном сеноманским веком. По нему в 2018 году Юнь Сяо, Адам Слипински, Яли Ю, Конгшуанг Денг и Хонг Панг описали новый вид и род.

## Описание
Малогабаритное продолговато-овальное тело, суженное антенномерами; надкровенные усики; полукруглые переднеспинки, с двумя слабо развитыми суббазальными оттисками; скутеллум без светлого опушения, каждый надкрыльник со следами восьми полос.
Был микофагом, паразитировал на трутовиках.

## Систематика
Авторами описания таксон отнесён к трибе Eustrophini подсемейства Eustrophinae семейства тетратомид.